# Grand Prix Continental
Le Grand Prix Continental (en italien Gran Premio Continentale) est une course hippique de trot attelé se déroulant au mois de septembre sur l'hippodrome d'Arcoveggio (it) à Bologne (Italie).
Créée en 1949, c'est une course internationale de Groupe I réservée aux chevaux de 4 ans.
Elle se court sur la distance de 2 060 mètres, départ à l'autostart. L'allocation en 2024 s'élève à 154 000 €.

## Palmarès
| Année | Vainqueur          | Pays       | Père               | Driver                 | Réd.km |
| ----- | ------------------ | ---------- | ------------------ | ---------------------- | ------ |
| 2024  | Encierro           | Italie     | Tobin Kronos       | Gaspare Lo Verde       | 1'13"6 |
| 2023  | Dimitri Ferm       | Italie     | Nad Al Sheba       | Andrea Farolfi         | 1'13"4 |
| 2022  | Carlomagno d’Esi   | Italie     | Love You           | Andrea Farolfi         | 1'14"2 |
| 2021  | Birba Caf          | Italie     | Orlando Vici       | Enrico Bellei          | 1'14"9 |
| 2020  | Alrajah One        | Italie     | Maharajah          | Alessandro Gocciadoro  | 1'13"6 |
| 2019  | Zaniah Bi          | Italie     | Equinox Bi         | Alessandro Gocciadoro  | 1'12"5 |
| 2018  | Vitruvio           | Italie     | Adrian Chip        | Alessandro Gocciadoro  | 1'13"  |
| 2017  | Urlo dei Venti     | Italie     | Mago d'Amore       | Enrico Bellei          | 1'11"5 |
| 2016  | Poet Broline       | Suède      | Quite Easy         | Johan Untersteiner     | 1'14"8 |
| 2015  | Brillantissime     | France     | Ready Cash         | Pierre Vercruysse      | 1'13"  |
| 2014  | Radiofreccia Fi    | Italie     | Ganymède           | Federico Esposito      | 1'13"4 |
| 2013  | Pitagora Bi        | Italie     | Self Possessed     | Pietro Gubbelini       | 1'13"1 |
| 2012  | Orsia              | Italie     | Angus Hall         | Alessandro Gocciadoro  | 1'14"5 |
| 2011  | Nesta Effe         | Italie     | Naglo              | Roberto Vecchione      | 1'13"6 |
| 2010  | Zorro Photo        | Italie     | SJ's Photo         | Jos Verbeeck           | 1'13"7 |
| 2009  | Noras Bean         | Suède      | Super Arnie        | Stefan Söderkvist      | 1'12"4 |
| 2008  | Igor Font          | Italie     | Andover Hall       | Jean-Michel Bazire     | 1'15"1 |
| 2007  | Algiers Hall       | États-Unis | Conway Hall        | Enrico Bellei          | 1'14"8 |
| 2006  | Felix Del Nord     | Italie     | Full Account       | Roberto Andreghetti    | 1'13"9 |
| 2005  | Passionate Kemp    | Finlande   | Lindy Lane         | Jorma Kontio           | 1'16"1 |
| 2004  | Daguet Rapide      | Italie     | Pine Chip          | Pietro Gubbelini       | 1'14"4 |
| 2003  | Cois Caf           | Italie     | Park Avenue Joe    | Enrico Bellei          | 1'13"3 |
| 2002  | Oscar Schindler SL | Allemagne  | Bosphorus          | Heinz Wewering         | 1'13"8 |
| 2001  | Alma Roc           | Italie     | Supergill          | Fabrizio Ciulla        | 1'15"1 |
| 2000  | Zambesi Bi         | Italie     | Crown's Invitation | Mauro Biasuzzi         | 1'15"1 |
| 1999  | Varenne            | Italie     | Waikiki Beach      | Giampaolo Minnucci     | 1'13"1 |
| 1998  | Uniforz            | Italie     | Crown's Cristy     | Andrea Guzzinati       | 1'14"8 |
| 1997  | Kramer Boy         | Suède      | Sugarcane Hanover  | Johnny Takter          | 1'13"6 |
| 1996  | Sec Mo             | Italie     | Ebsero Mo          | Carlo Bottoni          | 1'14"6 |
| 1995  | Record Ok          | Italie     | Valley Victory     | Marcello Mazzarini     | 1'13"2 |
| 1994  | Camino             | France     | Firstly            | Jean-Pierre Dubois     | 1'15"9 |
| 1993  | Bahama             | France     | Quito de Talonay   | Jean-Pierre Dubois     | 1'15"9 |
| 1992  | Campo Ass          | Allemagne  | Diamond Way        | Jos Verbeeck           | 1'16"3 |
| 1991  | Mint di Jesolo     | Italie     | Gator Bowl         | Antonio Luongo         | 1'15"6 |
| 1990  | Lancaster Om       | Italie     | Sharif di Iesolo   | Lorenzo Baldi          | 1'15"3 |
| 1989  | Indro Park         | Italie     | Sharif di Iesolo   | Lorenzo Baldi          | 1'16"7 |
| 1988  | Baron Darby        | Belgique   | Noble Darby        | Jos Verbeeck           | 1'16"9 |
| 1987  | Newmarket          | Suède      | Pershing           | Håkan Wallner          | 1'15"9 |
| 1986  | Ebsero Mo          | Italie     | Beret              | Giancarlo Baldi        | 1'16"3 |
| 1985  | Pythagoras         | France     | Florestan          | Ulf Nordin             | 1'17"  |
| 1984  | Cromyko            | Italie     | Peridot Pride      | Simone Varetto         | 1'16"1 |
| 1983  | Bertuz             | Italie     | Flush              | Vittorio Guzzinati     | 1'16"2 |
| 1982  | Alfonso Red        | Italie     | Freddy             | Giuseppe Guzzinati     | 1'16"4 |
| 1981  | Golden Top         | Italie     | Top Hanover        | Marcello Mazzarini     | 1'16"7 |
| 1980  | Plumona RS         | Suède      | Pluvier III        | Gunnar Nordin          | 1'15"6 |
| 1979  | Zardoz             | Italie     | Dart Hanover       | Giuseppe Guzzinati     | 1'18"1 |
| 1978  | Eskipazar          | Italie     | Spin Speed         | Edoardo Gubellini      | 1'19"6 |
| 1977  | Zimmerman          | Italie     | Quick Song         | Vittorio Guzzinati     | 1'17"9 |
| 1976  | Gadamès            | France     | Kerjacques         | Pierre-Léopold Marie   | 1'18"9 |
| 1975  | Revillon           | Italie     | Proudly            | Alfredo Cicognani      | 1'18"4 |
| 1974  | Esquirol           | France     | Hairos II          | Jean-Pierre Dubois     | 1'19"4 |
| 1973  | Dosson             | Italie     | Scotch Thistle     | Giancarlo Baldi        | 1'20"1 |
| 1972  | Top Hanover        | États-Unis | Ayres              | Gerhard Kruger         | 1'19"  |
| 1971  | Tedo               | Italie     | Hit Song           | William Casoli         | 1'19"9 |
| 1970  | Amyot              | France     | Garde Moi          | Jean-René Gougeon      | 1'19"  |
| 1969  | Verdict            | France     | Tamerlan           | Léopold Verroken       | 1'19"5 |
| 1968  | Une de Mai         | France     | Kerjacques         | Jean-René Gougeon      | 1'18"6 |
| 1967  | Durante            | Italie     | Assisi             | Vittorio Scatolini     | 1'21"2 |
| 1966  | Van Dick           | Italie     | Morse Hanover      | Sergio Brighenti       | 1'19"2 |
| 1965  | Oronto             | Italie     | Assisi             | Gioacchino Ossani      | 1'20"4 |
| 1964  | Steno              | Italie     | Oriolo             | Nello Bellei (it)      | 1'19"9 |
| 1963  | Steno              | Italie     | Oriolo             | Nello Bellei           | 1'20"8 |
| 1962  | Stefano            | Italie     | Tryhussey          | Sergio Brighenti       | 1'20"8 |
| 1961  | New Star           | Italie     | Petit Jean III     | Walter Baroncini       | 1'19"9 |
| 1960  | Guiglia            | Italie     | Doctor Spencer     | Gianfranco Bongiovanni | 1'21"1 |
| 1959  | Erro               | Italie     | Grand Parade       | William Casoli         | 1'20"3 |
| 1958  | Lord Mayor         | Italie     | Caproni            | Romolo Ossani          | 1'20"9 |
| 1957  | Jamin              | France     | Abner              | Jean Riaud             | 1'18"9 |
| 1956  | Checco Pra         | Italie     | Mighty Ned         | Vivaldo Baldi          | 1'21"8 |
| 1955  | Ittrio             | Italie     | Reyland            | Sergio Brighenti       | 1'22"  |
| 1954  | Bordo              | Italie     | Mistero            | Walter Baroncini       | 1'22"1 |
| 1953  | Empire             | Italie     | Landolfo           | Sergio Brighenti       | 1'20"6 |
| 1952  | Cetra              | Italie     | Danao              | Ugo Bottoni            | 1'22"7 |
| 1951  | Unico              | Italie     | Idolo              | William Casoli         | 1'22"1 |
| 1950  | Contessa de Sota   | Italie     | De Sota            | William Casoli         | 1'22"8 |
| 1949  | Banco III          | France     | Quiroga II         | Giulio Bottoni         | 1'22"1 |

## Sources
- (it) [PDF] Site de l'hippodrome de Bologne : Albo d'oro continentale